# 凍結破砕作用

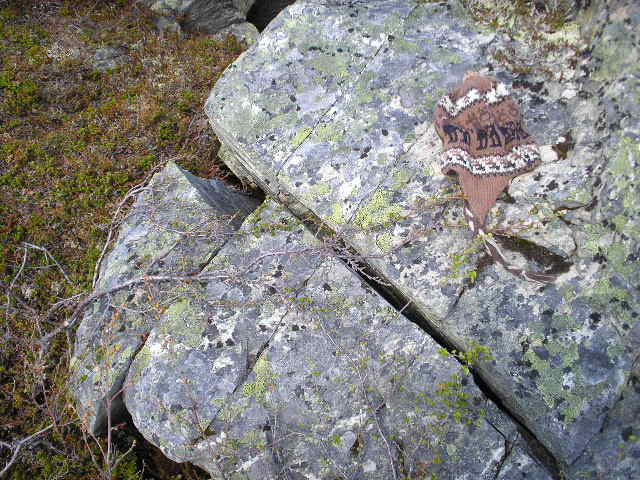
既存の割れ目（節理）に沿って割れているスウェーデン、アビスコの岩。チュージョは縮尺の参考。

凍結破砕作用（とうけつはさいさよう、英名congelifraction、frost-shattering）とは、機械的風化作用の一つ。

## 概要
岩石・岩盤の割れ目、堆積した層などの隙間に水が入り、それが凍結することによって膨張し、その圧力によって岩石が礫片となってしまう現象。この作用によって凍結破砕礫が生じ、岩海(block field)と呼ばれる大型の角礫の堆積や砕礫が急斜面に落下し、麓に堆積することによって円錐形の崖錐(talus)という地形を形成することがある。
凍結破砕作用は、平滑で明瞭な割れ目の多い頁岩(shale)や片岩(schist)、固結が弱い泥岩(mudstone)やシルト岩(silt)では、比較的破砕されやすいため、小さな岩片になりやすく、逆に、平滑な割れ目が少ない深成岩(plutonic rock)や砂岩(sandstone)などでは、岩塊を形成するというように、岩石の種類によって形成されるものは異なっている。また、凍結破砕作用によって破砕された岩石から生成される凍結破砕土壌は、主に高緯度地域や標高の高い山岳地域に分布しており、腐植が発達していないため非常に悪い土壌である。凍結破砕作用で破砕礫の粗粒化で生産されるシルトは、濾過洗食作用によって構造土の細粒部へ移動し、スランピング(slumping)と呼ばれる未固結・半固結状態の堆積物が斜面の重力によって滑り落ちる現象を導くこともある。

## 凍結破砕作用と関連する地域
後期更新世(Pleistocene)に強い凍結破砕作用と風、極地に生息している生物によって位置づけられた凍結破砕岩屑ツンドラ帯という地域がある。これはかつての大陸氷床の南側に分布し、現在のイングランド南部、北ヨーロッパ平原、フランス、ポーランド近辺の東ヨーロッパ、ロシアの一部がこの地域である。特にレス・ツンドラ帯と呼ばれるフランスからポーランドまで分布する地域は、レス(loess)の堆積、凍結破砕作用で生成した砂などが風の作用を示し、連続的または不連続的な永久凍土(permafrost)によって覆われていた。また、ヨーロッパのアルプス山脈の上部でも凍結破砕作用の影響を受けている地域があり、そのような場所では凍結破砕礫が露出して分布し、ツンドラ地帯のように強風や寒冷などの厳しい生育条件に耐えることができるコケ類などの植物がまばらに分布している。